# Сотниково (Чувашия)
Со́тниково (чув. Турханкасси) — село в Мариинско-Посадском муниципальном округе Чувашии. С 2004 до 2023 года входило в состав Большешигаевского сельского поселения. С 2023 года входит в состав Большешигаевский территориальный отдел.

## География
Село расположено в 15 км от г. Мариинский Посад и в 49 километрах от ближайшего города Чебоксары.

## История
Основано в 17 веке. В разные годы входило в состав: уезд Чебоксарский, волость Посадско-Сотниковская (с 17 века), район Мариинско-Посадский (с 1.10.1927), район Чебоксарский (с 10.12.1962), район Мариинско-Посадский (с 14.3.1965).
В 1858 открыто сельское приходское училище, 1 ноября 1878 основана церковноприходская школа.
В 1930 создан колхоз «Верный путь».

## Население
| 2010 | 2012 |
| ---- | ---- |
| 488  | ↗547 |

## Инфраструктура
СХПК «Восток» (2010), фельдшерский пункт, отделение связи, магазины, сельская библиотека, дом культуры.
Улицы села Сотниково: Больничная, Кузнечная, Магазинная, Молодёжная, Полевая, Пролетарская, Центральная, Школьная.

## Русская православная церковь
В XVIII веке и до 1935 года действовала церковь Введения во храм Пресвятой Богородицы.